# Studentenschaakvereniging Alapin
Studentenschaakvereniging Alapin (1893-1901) was een Nederlandse schaakvereniging uit Leiden, die kortstondig rond de twintigste eeuwwisseling bestond.

## Geschiedenis
De vereniging was in 1897 opgericht door Jan Esser, die als voorzitter door zou gaan. De vereniging was vernoemd naar Semion Alapin, een sterke Russische speler uit het laatste kwart van de negentiende eeuw, bekend van de Alapin-opening. De vereniging is mede naar hem vernoemd omdat de oprichters met de letters van de naam A.L.A.P.I.N. een zinspreuk wisten te maken: Amici ludamus ac pugnemus inter nos, ofwel "laten we onderling spelen en strijden als vrienden".
Alapin organiseerde in het eerste levensjaar een lezing van Emanuel Lasker over schaakfilosofie, dat gevolgd werd door een simultaan van de wereldkampioen (26 gewonnen, 1 remise en 4 verloren: van J.J. Colpa, R. van Dani, W.C. van der Meulen en Hartung (lid van het Rotterdamsch Schaakgenootschap). Alapin bood Lasker toen het erelidmaatschap aan.
Na dit goede begin leek de vereniging alweer in te zakken. Hoewel het volgens het Tijdschrift van den Nederlandschen Schaakbond rond 1900 het grootste ledental van alle schaakclubs in Nederland had, beschreef het blad Alapin als levend dood: "De kas is goed gespekt, doch veel ten nutte der schakerij wordt hier niet mede verricht. Bijeenkomsten worden niet bezocht (zelfs niet door bestuurders!). ...... en alles schijnt in zoete rust".
De vereniging was in 1901 alweer verdwenen.